# Vila-sana
Vila-sana község Spanyolországban, Lleida tartományban. Vila-sana Ivars d'Urgell, Castellnou de Seana, Golmés, Mollerussa, El Palau d'Anglesola, El Poal és Linyola községekkel határos. Lakosainak száma 753 fő (2024).

## Népesség
A település népessége az utóbbi években az alábbiak szerint változott:
| Lakosok száma | 645  | 689  | 544  | 528  | 611  | 696  | 719  | 721  | 734  | 753  |
|               | 1940 | 1960 | 1975 | 2001 | 2006 | 2009 | 2013 | 2017 | 2020 | 2024 |